# Neuss Hauptbahnhof
Neuss Hauptbahnhof – główny dworzec kolejowy w Neuss, w kraju związkowym Nadrenia Północna-Westfalia, w Niemczech. Znajdują się tu 4 perony.